# 7,5-cm-Pak 97/38
Die 7,5-cm-Pak 97/38 war eine Panzerabwehrkanone (Pak) der Wehrmacht im Zweiten Weltkrieg. Sie basiert auf der Kombination der Lafette der 5-cm-Pak 38 und der Waffe und Rohrwiege der französischen Canon de 75 mm modèle 1897.

## Entwicklung
Nachdem die Wehrmacht auf die T-34 und KW-1 gestoßen war, erwies sich, dass die bisherigen Panzerabwehrkanonen, insbesondere das Standard-Panzerabwehrgeschütz, die 3,7-cm-Panzerabwehrkanone, praktisch wirkungslos gegen die neuen sowjetischen Panzer waren. Die 1940 neu eingeführte Standard-Pak 5-cm-Pak 38 war nicht in ausreichenden Mengen verfügbar und konnte die neuen sowjetischen Typen ebenfalls nur mit spezieller Munition erfolgreich bekämpfen. Das Problem der unzureichenden Durchschlagleistung war bereits in Frankreich erkannt worden und ein neues Geschütz im Kaliber 7,5-cm befand sich in der Entwicklung. Diese neue Waffe, die dann als 7,5-cm-Pak 40 für die Fronttruppen eingeführt wurde, musste jedoch erst produziert werden. Es wurden für die Panzerjäger-Abteilungen in der Sowjetunion jedoch schnell Panzerabwehrkanonen größeren Kalibers benötigt.
Die Wehrmacht hatte bei ihren Angriffen auf benachbarte Staaten in den Jahren 1939 und 1940 in großem Umfang die alte französische 7,5cm Feldkanone Modell 1897 erbeutet, welche in der originalen Ausführung für den bespannten und motorisierten Zug aufgrund geringer Seitenrichtbereiche und für diese Zeit geringen Reichweite für die deutschen Artillerietruppen wenig interessant war.
Die Wirkung des Kaliber 7,5-cm auf gegnerische Panzer hatte man jedoch durch den Einsatz der deutschen Panzerkampfwagen IV mit der kurzen Kanone in der Kaliberlänge 24 bereits getestet. Die polnischen und französischen Kanonen waren teilweise auch während der Kämpfe gegen deutsche Panzer im direkten Schuss zum Einsatz gekommen. Die Verwendung der Kanonen französischer Bauart in einer Panzerabwehrlafette stellte eine offensichtliche Option dar.

## Beschreibung

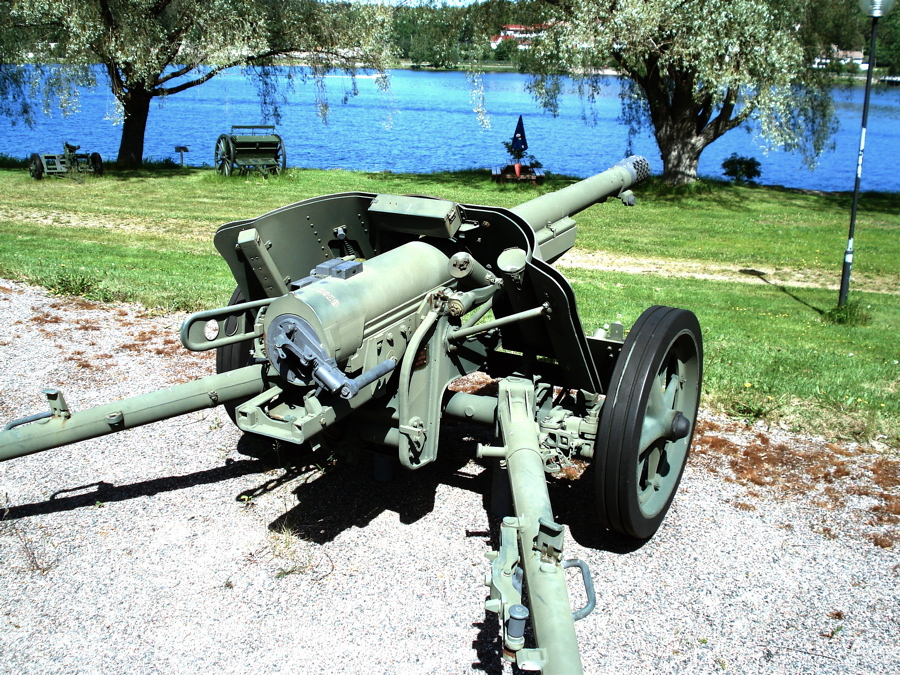

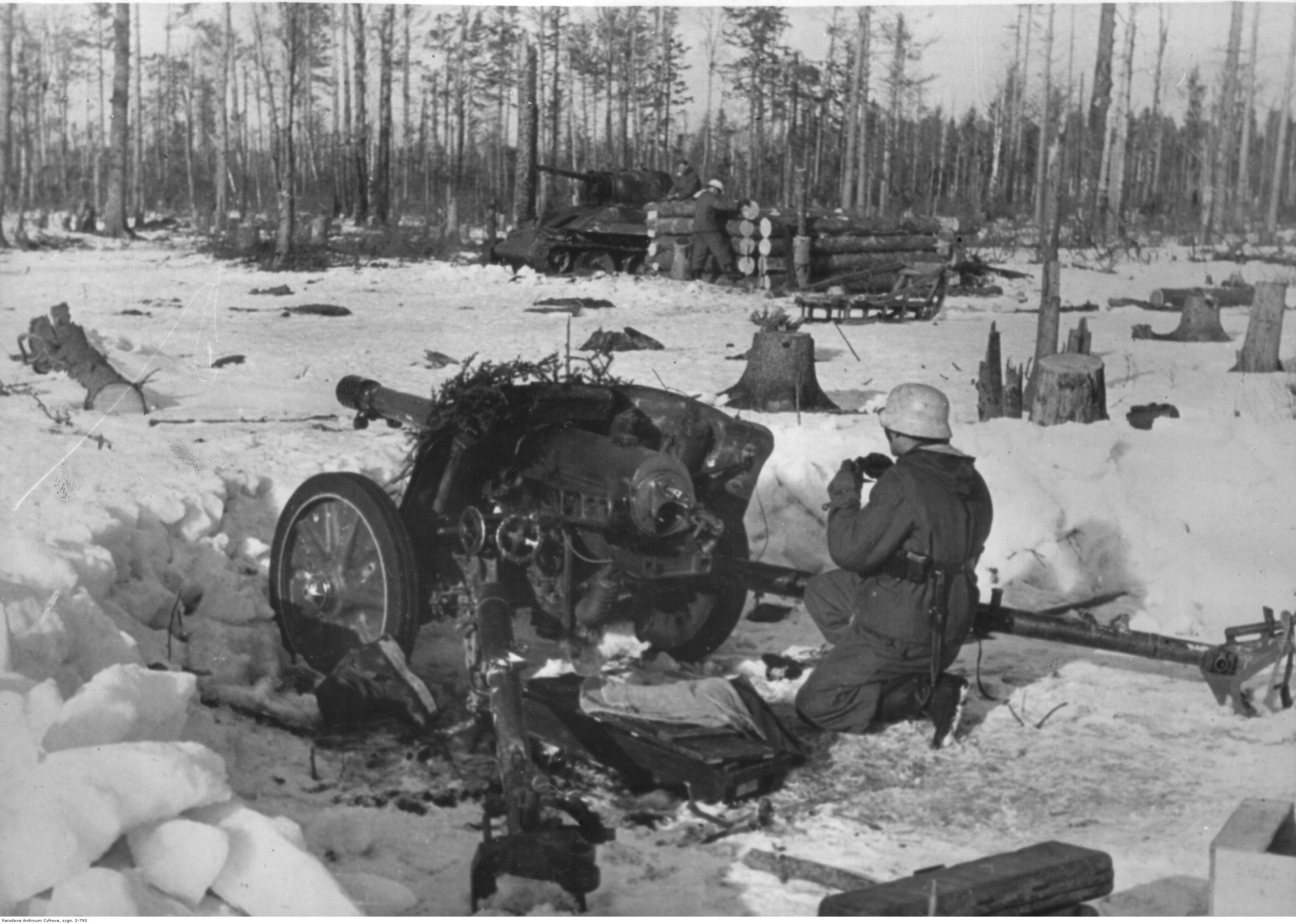
Am Ilmensee März 1943

Die Konstruktion ging schnell. Hierzu wurden Rohre der französischen Canon de 75 mle 1897, die zur Reduktion der Rückstoßkräfte mit einer Mündungsbremse versehen waren, auf die Lafette der in Fertigung befindlichen Pak 38 gesetzt.
Die neue Pak 97/38 verschoss Sprenggranaten aus französischen Beständen, Panzergranaten (6,8 kg) aus polnischen Beständen und Hohlladungsgranaten (4,54 kg). Alle Granaten wurden als 75×336-mm-Granatpatronen verschossen. Die maximale Schussentfernung betrug 11.000 m mit Sprenggranaten, bei der Panzerabwehr 1.300 m mit Panzergranaten oder 1.900 m mit Hohlladungsgranaten. Die effektive Kampfentfernung in der Panzerabwehr gegen fahrende Panzerwagen war jedoch wegen der geringen Mündungsgeschwindigkeit (450 m/s mit Hohlladungsmunition) und darauf folgender geringer Trefferchance gering. Durchschläge gegen mittlere Panzer wie den T-34 konnten mit der Panzergranate aufgrund deren geringer Mündungsgeschwindigkeit (570 m/s) im Vergleich zur 7,5-cm-Pak 40 und aufgrund der veralteten Granatkonstruktion auch nur bis einige hundert Meter Distanz erzielt werden.

## Munition
Nachdem die erbeutete französische und polnische Munition verbraucht war, wurde eigene Hohlladungsmunition für die Kanone gefertigt.
Patronen (75×336 mm):
- 7,5 cm Sprgr Patr 230/1(f)
- 7,5 cm Sprgr Patr 231(f)
- 7,5 cm Sprgr Patr 233/1(f)
- 7,5 cm Sprgr Patr 2363/1(f)
- 7,5 K Gr Pz Patr(p) (alte Zwischenkriegs-Bauweise einer Panzergranate, d. h. ohne Kappen gegen Abprallen oder Zerschellen)
- 7,5 cm Gr Patr 98/38 Hl/B (mit Aufschlagzünder AZ 38, 5,98 kg Gesamtgewicht)

## Varianten
Es sind keine weiteren Umbauten der 7,5-cm-Feldkanone 1897 zu Panzerabwehrkanonen dokumentiert.

### 7,5-cm-Pak 97/40
Es wird angenommen, dass eine Planung bestand, auch Lafetten der Pak 40 mit dem Rohr der Feldkanone zu bestücken, weil sich die Lafette der 5-cm-Pak 38 beim Schuss mit Spreng- und Panzergranatpatronen als nicht stabil genug erwies. Diese Variante wurde 7,5-cm-Pak 97/40 genannt.
Als Beleg dienen zahlreiche Munitionsbehälter, welche eine Beschriftung tragen:
Patr. 7,5cm F.K. 231 (f) – frz 97 // Patr. 7,5cm Pak 97/38 // Part. 7,5cm Pak 97/40
Weitere Informationen zu diesem Geschütz sind derzeit nicht vorhanden.

### Vergleichbare Konstruktionen
In den Vereinigten Staaten wurde das Konzept, die veralteten 75mm Field Gun M1897 auf moderneren Lafetten einzusetzen, bereits mit der 75 mm Gun M1 on Carriage M2A1 ab 1926 begonnen.